# Balionycteris seimundi
Balionycteris seimundi är en flyghund som förekommer på Malackahalvön. Populationen listades en längre tid som underart till Balionycteris maculata, men efter en genetisk studie från 2008 godkändes den som en egen art.

## Utseende
Denna flyghund blir 56 till 56 mm lång, saknar svans, har ungefär 41 mm långa underarmar och väger 9 till 14 g. Bakfötterna är cirka 7 mm langa och öronen är ungefär 10 mm stora. Arten har bara glest fördelade hår i ansiktet på mörkbrun hud. Ansiktet kännetecknas dessutom av rörformiga näsborrar och stora nedre läppar. Vid basen av de mörkbruna öronen finns en vit fläck. Ovansidan är täckt av mörkbrun päls med gula nyanser vid axlarna och undersidans päls är ljusgrå. Hannar har en körtel vid strupen. Vingarna har en mörk gråbrun till svart grundfärg och glest fördelade vita punkter. Dessutom är fingerlederna vita vad som syns som ytterligare ljusa fläckar på vingen. Svansflyghuden blir smalare vid punkten där svansen skulle ligga. Tandformeln är I 2/1, C 1/1, P 3/3, M 2/2, alltså 30 tänder i hela tanduppsättningen.

## Utbredning
Arten lever på södra Malackahalvön. Kanske tillhör även några populationer på Sumatra och Riauöarna till denna art. Balionycteris seimundi vistas i låglandet och i bergstrakter upp till 1500 meter över havet. Habitatet utgörs av regnskogar och av mangrove. Arten besöker även trädodlingar.

## Ekologi
Individerna är aktiva på natten. Hannar bygger kupolformiga bon av rötter från epifyter. Typiska växter som används är svartbräknar och art av viskesläktet. Liknande bon skapas av myr- eller termitstackar från trädlevande släkten som Crematogaster och Bulbitermes. I boet lever hannen med upp till nio honor och deras ungar. Vuxna honor flyttar under livet flera gångar till en annan hanne. Födan utgörs av olika frukter beroende på årstid. Frukterna väger upp till 4,5 g och är gröna eller gulgröna.
Honor har två kullar per år och de flesta ungar föds mellan juni och november. Efter dräktigheten som varar cirka 135 dagar föds en unge per kull. Ungen väger vid födelsen ungefär 3,5 g, är blind och har stängda öronöppningar. Den diar sin mor vanligen 40 dagar och sällan upp till 80 dagar. Ungen får flygförmåga när underarmarna är 36 mm långa.

## Hot
Beståndet hotas regionalt av skogsröjningar och av bränder. Hela populationen anses vara stabil. IUCN listar arten som livskraftig (LC).